# Las Anod
Las Anod (Lasanood ou Laascaanood em somali) é uma cidade da Khatumo, capital da região de Sool desde 1984. A cidade possuía aproximadamente 20.000 habitantes em 1990 e 60.000 em 2001. Las Anod é também a capital do distrito de Las Anod.
A cidade pertenceu a antiga Movimento dervixe Diiriye Guue, que tornou-se independente do Reino Unido em 26 de junho de 1960.
Em 2003, Las Anod foi ocupada e matida sob controle de Puntlândia. Em 15 de outubro de 2007, forças da Somalilândia, na Batalha de Las Anod, tomaram a cidade. A cidade é uma das muitas que são reivindicadas pela Somalilândia e Puntlândia.
- Latitude: 08° 29' Norte
- Longitude: 47° 21' Leste